# به صدای من گوش کن
به صدای من گوش کن (به هندی: Meri Aawaz Suno) فیلمی محصول سال ۱۹۸۱ و به کارگردانی راجیندرا سینگ بابو است. در این فیلم بازیگرانی همچون جیتندرا، هما مالینی، پروین بابی، قادرخان، رانجیت، شاکتی کاپور، آسرانی ایفای نقش کرده‌اند.

## خلاصه داستان
سوشیل کومار، افسر دلاور و جان بر کفی است که ناپدید شدن خواهر جوانش او را به سمت شغل پلیس سوق داده.در مراسمی که او در حال دریافت تشویق و ترفیع است، رئیس پلیس متوجه شباهت سوشیل به یک تبهکار خطرناک بنام کانوارلال میشود. از این رو به او ماموریت میدهد که با جا زدن خود بعنوان کانوارلال به باند تبهکاران نفوذ کند و آنها را متلاشی سازد. سوشیل با عنوان و ظاهر جعلی کانوارلال با انجام کارهای مختلف به تدریج علاقه و اعتماد سران باند را کسب می‌کند. در شبی که رؤسا بعنوان هدیه دختری را برای همخوابگی با او آورده اند سوشیل در کمال تعجب متوجه میشود که دختر همان خواهر گمشده اش است امّا نه او و نه خواهرش دم نمی زنند و در نهایت خواهرش جلوی او خودکشی میکند و باری به بارهای مصیبت سوشیل اضافه می‌شود. زمانی که مادر سوشیل فوت می‌کند وی بخاطر ماموریتش از حضور در آن مراسم هم خودداری میکند تا اینکه هویت و ماموریتش توسط سران باند کشف میشود. همسر باردار سوشیل مقابل او به‌طرز وحشیانه ای کشته میشود و سوشیل موفق به فرار میگردد و نزد رئیس پلیس میرود تا مدارکی که علیه باند جمع کرده تحویل دهد. یکی از مقامات رده بالا که با باند تبهکاران همدست است، با رئیس پلیس تماس میگیرد و خواستار اخراج سوشیل میشود و رئیس پلیس که توان اطاعت از چنین دستوری را ندارد خودکشی میکند. حال سوشیل خود قانون را بدست میگیرد و سه رئیس باند را به همراه پشتیبانان و همدستان به قتل میرساند. سپس خود را با مدارک و اجساد تحویل دادگاه میدهد تا درباره کارش قضاوت شود و به انتظار مجازاتش می‌نشیند.